# Żarska Przełęcz
Żarska Przełęcz (słow. Žiarske sedlo) – znajdująca się na wysokości 1916 m n.p.m. (według wcześniejszych pomiarów 1917 m) przełęcz w słowackich Tatrach Zachodnich pomiędzy znajdującym się w grani głównej Rohaczem Płaczliwym (2126 m) a odbiegającą na południe od niego granią z wierzchołkiem Smreka (2072 m).

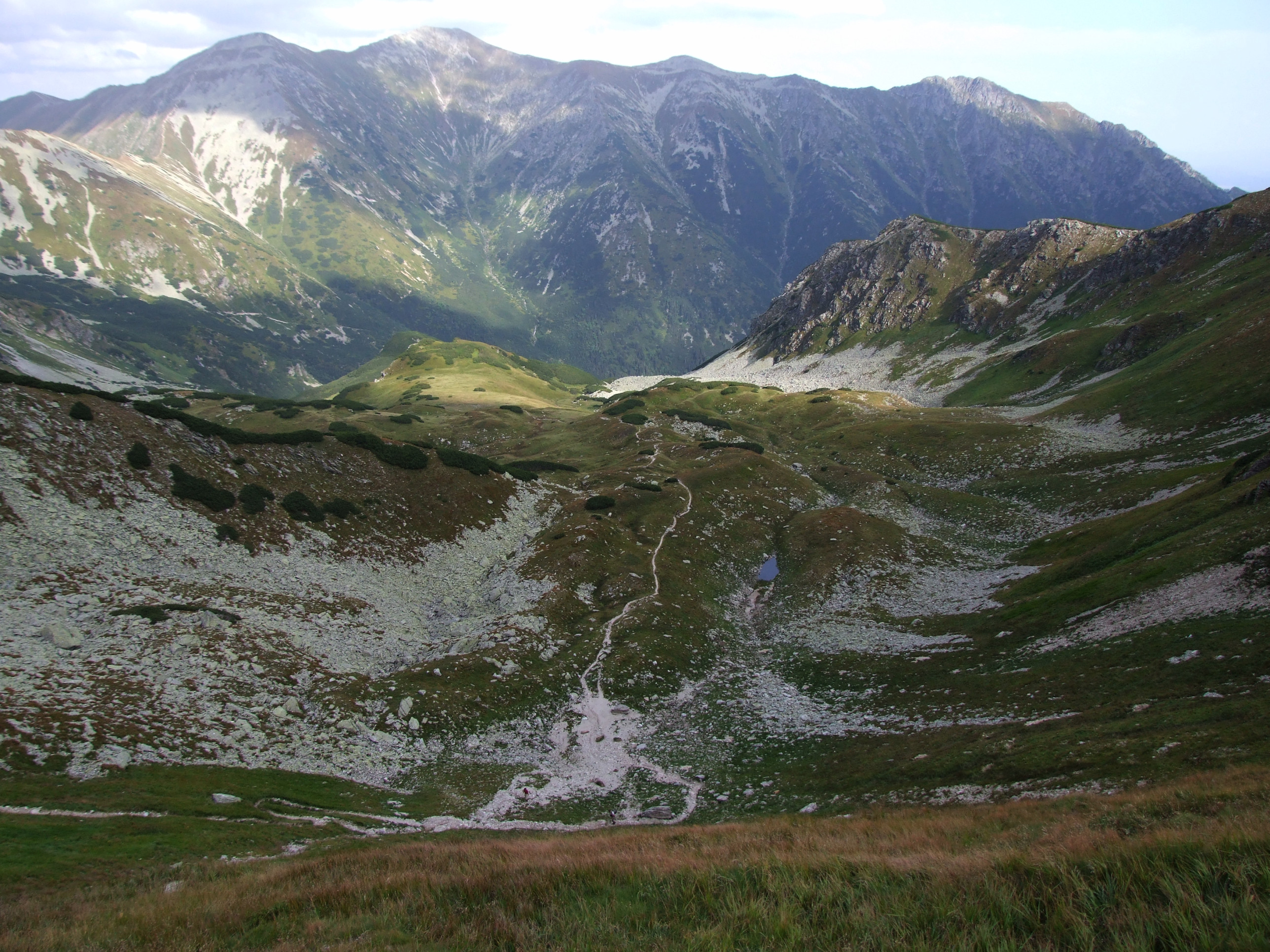
Widok z przełęczy na górne piętro Doliny Jamnickiej i Otargańce

Przełęcz ta łączy dwie sąsiadujące z sobą doliny: Żarską i Jamnicką. Zachodnie stoki spod przełęczy opadają do wysoko położonego górnego piętra Doliny Żarskiej, tzw. Małych Zawratów. Tuż pod przełęczą położony jest niewielki Żarski Stawek. Po wschodniej stronie stoki z przełęczy opadają do górnej części Doliny Jamnickiej – polodowcowego Rohackiego Kotła z Płaczliwym Stawkiem.
Z przełęczy rozciąga się widok na polodowcowe krajobrazy górnych pięter Doliny Żarskiej i Doliny Jamnickiej z cyrkami wypełnionymi kamiennym gruzowiskiem, morenami, stawkami i stromymi ścianami Rohaczy, Trzech Kop, Hrubej Kopy, Banówki. We wschodnim kierunku widoczne są Łopata, Jarząbczy Wierch z poprzecznymi tarasami i grzbiet Otargańców z Raczkową Czubą na czele. Rejon przełęczy jest trawiasty, czerwieniejące już w połowie lata pędy situ skuciny nadają mu i okolicznym zboczom czerwonawy kolor.

## Szlaki turystyczne
– zielony od Schroniska Żarskiego przez Rozdroże pod Bulą na Żarską Przełęcz, a dalej do rozdroża Zahrady w Dolinie Jamnickiej.
- Czas przejścia ze schroniska na przełęcz: 1:45 h, ↓ 1:20 h
- Czas przejścia z przełęczy do rozdroża Zahrady: 1:15 h, ↑ 1:40 h

  – żółty szlak z Żaru przy wylocie Doliny Żarskiej przez Goły Wierch, Baraniec i Smrek na Żarską Przełęcz, stąd dalej na Rohacza Płaczliwego
- Czas przejścia z Barańca na Żarską Przełęcz: 1:30 h, z powrotem tyle samo
- Czas przejścia z przełęczy na Rohacza Płaczliwego: 35 min, z powrotem tyle samo.